# Фёдоров, Иван (священник)
Иоанн Федоров — иерей, священномученик, местночтимый святой Украинской Православной Церкви.

## Биография
Служил в церкви Архангела Михаила в городе Краснокутск. Убит и утоплен в уборной в 1941 году большевиками — начальником почты Шубиным и сотрудником НКВД.

## Канонизация
22 июня 1993 года Определением Священного Синода Украинской Православной Церкви принято решение о местной канонизации подвижника в Харьковской епархии, в Соборе новомучеников и исповедников Слободского края (день памяти – 19 мая (1 июня)).
Чин прославления подвижника состоялся во время визита в Харьков 3-4 июля 1993 года Предстоятеля Украинской Православной Церкви Блаженнейшего Митрополита Киевского и всея Украины Владимира, в кафедральном Благовещенском соборе города.